# Andrée Benon
Pour les articles homonymes, voir Benon (homonymie).
Andrée Benon, née  Andrée Baudoin le 17 septembre 1887 à Saint-Mandé et morte le 27 septembre 1956 au sein de l'Hôpital Broca dans le 13e arrondissement de Paris, est une peintre paysagiste et portraitiste française.

## Biographie
Épouse d'Alfred Benon, elle est remarquée lorsqu'elle expose en 1928 à la Salle Alexandre Lefranc des portraits, des paysages de la Loire, des paysages printaniers ainsi que des tableaux de genre et des aquarelles du Val saumurois. Elle prend part en 1928 et 1929 au Salon des indépendants. 